# Лукинский сельсовет (Тамбовская область)
Лукинский сельсовет — муниципальное образование со статусом сельского поселения в Ржаксинском районе Тамбовской области.
Административный центр — село Лукино.

## История
В соответствии с Законом Тамбовской области от 17 сентября 2004 года № 232-З установлены границы муниципального образования и статус сельсовета как сельского поселения.

## Население
| 2010 | 2012 | 2013 | 2014 | 2015 | 2016 | 2017 |
| ---- | ---- | ---- | ---- | ---- | ---- | ---- |
| 789  | ↘757 | ↘728 | ↘716 | ↘684 | ↘659 | ↘635 |
| 2018 | 2019 | 2020 | 2021 |      |      |      |
| ↘618 | ↘604 | ↘581 | ↘549 |      |      |      |

## Состав сельского поселения
| № | Населённый пункт   | Тип населённого пункта       | Население |
| - | ------------------ | ---------------------------- | --------- |
| 1 | Ивановка           | деревня                      | 26        |
| 2 | Лукино             | село, административный центр | ↘664      |
| 3 | Малиновый          | посёлок                      | 5         |
| 4 | Мосоловка          | деревня                      | ↘83       |
| 5 | Павловка           | деревня                      | 2         |
| 6 | Солдатские Дворики | посёлок                      | 9         |